# Claire Perraux
Pour le joueur français de rugby à XV, voir Ilian Perraux.
Claire Perraux (née Claire Navez le 6 octobre 1987 à Niort) est une athlète française spécialisée dans le demi-fond, licenciée au Décines-Meyzieu Athlétisme.

## Biographie
Elle est six fois championne de France sur le cross court entre 2011 et 2019.
Lors des Championnats de France d'athlétisme en salle 2012, Claire Navez s'impose sur 1 500 mètres, en 4 min 22 s 71, Plus tard dans la saison, elle devient championne de France du 3 000 mètres steeple.
Elle épouse Bastien Perraux en septembre 2012 et apparaÎt donc ensuite dans les bilans sous le nom de Claire Perraux.

## Palmarès
- Championne de France de cross court 2011, 2012, 2013, 2015 et 2018
- Championne de France en salle du 1 500 m en 2012 et 2015
- Championne de France en salle du 3 000 m en 2018
- Championne de France de 3000 m steeple en 2012
- Vice-championne de France de cross court en 2008
- 3e du championnat de France de cross court en 2016

### Records
| Épreuve         | Performance   | Lieu        | Date            |
| --------------- | ------------- | ----------- | --------------- |
| 800 m           | 2 min 06 s 64 | Albertville | 12 juillet 2010 |
| 1 500 m         | 4 min 12 s 21 | Ninove      | 2 août 2014     |
| 3 000 m steeple | 9 min 43 s 70 | New York    | 25 mai 2013     |